# Ike Udanoh
Ike Joseph Udanoh (Detroit, 2 agosto 1989) è un allenatore di pallacanestro ed ex cestista statunitense con cittadinanza nigeriana.

## Carriera

### Giocatore
Udanoh ha iniziato la sua carriera universitaria alla Long Island University, dove ha giocato per due stagioni (2007-2009) prima di trasferirsi alla Wayne State University, con cui ha completato il percorso nel 2012. Nell'ultima stagione a Wayne State è stato selezionato nel quintetto ideale della Great Lakes Intercollegiate Athletic Conference (GLIAC) e inserito anche nella squadra difensiva dell'anno.
Non essendo stato scelto nel Draft NBA 2012, ha iniziato la carriera professionistica in Uruguay al Larre Borges, dove ha disputato otto partite con medie di 8,9 punti e 6 rimbalzi. Successivamente ha avuto una breve parentesi in Qatar con l'Al-Ahli Doha, seguita da un'altra in Austria con il WBC Wels.
Nel marzo 2014 si è trasferito in Finlandia, firmando con i Bisons Loimaa per il finale di stagione. È rimasto nel paese nordico anche nella stagione successiva, disputata con il Tapiolan Honka (16,7 punti e 11,5 rimbalzi in 38 presenze), e in quella dopo ancora (2015-2016) quando è tornato ai Bisons Loimaa, giocando sia nel campionato finlandese sia nella VTB United League.
Nel febbraio 2016 ha iniziato la sua prima parentesi in Italia, firmando con la Pallacanestro Ferrara in Serie A2, dove ha disputato sei partite con una media di 16,2 punti e 11,8 rimbalzi. Due mesi più tardi, al termine della regular season che ha sancito la salvezza degli estensi, è passato a un'altra squadra della stessa categoria, la Pallacanestro Mantovana, con cui ha disputato i soli play-off di A2 registrando 12,5 punti e 10,5 rimbalzi a gara.
Nella stagione 2016–2017 ha militato in Francia con l'Hyères-Toulon Var Basket nel massimo campionato nazionale, chiudendo con 5,6 punti, 5,3 rimbalzi e 1,2 assist in circa 19 minuti a partita. Nel 2017-2018 invece ha giocato in Kazakistan al BC Astana, imponendosi come miglior rimbalzista di quell'edizione della VTB United League.
Nell'estate 2018 ha fatto ritorno in Italia iniziando la sua prima esperienza personale in Serie A con la Pallacanestro Cantù, di cui è stato nominato capitano. Con i brianzoli disputa 18 partite di campionato, chiudendo con una media di 12,5 punti e 9,0 rimbalzi, in una stagione però segnata da gravi problemi societari, che lo hanno portato a denunciare pubblicamente il mancato pagamento di diverse mensilità da parte del club. Il 25 febbraio 2019 il suo cartellino viene rilevato dalla Scandone Avellino, altra formazione di Serie A con cui ha poi terminato il torneo con 12,0 punti e 8,2 rimbalzi in 11 gare di regular season e 12,6 punti e 8,4 rimbalzi in 5 gare dei play-off scudetto.
Nel luglio 2019 è stato ingaggiato dalla Reyer Venezia. Con i lagunari è stato impiegato prevalentemente in Eurocup, mentre in campionato ha collezionato solo 6 presenze. In quella stagione i veneti hanno conquistato la Coppa Italia 2020 (senza però schierare Udanoh), prima che la Serie A venisse interrotta a causa della pandemia di COVID-19. La sua sesta squadra italiana è stata la Pallacanestro Trieste, con cui ha disputato solo 6 partite in Serie A, facendo registrare 7,1 punti, 4,3 rimbalzi e 1,8 assist di media, prima di arrivare a una rescissione consensuale formalizzata a gennaio. In contemporanea si è trasferito in Francia allo Strasburgo del direttore sportivo Nicola Alberani, che aveva già ingaggiato Udanoh ai tempi di Avellino e che era alla ricerca di un rinforzo nel ruolo di centro dopo la partenza del nigeriano Ebuka Izundu. Con la formazione alsaziana chiude l'annata con 5,9 punti e 5,2 rimbalzi in 20,8 minuti ad incontro. Nell'estate seguente viene confermato da Strasburgo con un rinnovo biennale, che lo lega al club fino al giugno 2023. Durante i quarti di finale play-off della LNB Pro A 2021-2022 contro il Monaco si infortuna al polso e viene operato, con tempi di recupero stimati in 10-12 settimane. Nella LNB Pro A 2022-2023 ha giocato in media 16,3 minuti, con cifre pari a 5,1 punti e 3,6 rimbalzi a partita.
Nell'agosto 2023 si è trasferito in Germania, firmando un contratto trimestrale con il Telekom Baskets Bonn, formazione della Bundesliga, per sostituire temporaneamente il canadese Thomas Kennedy, temporaneamente fuori causa per infortunio. In nove partite ufficiali di campionato ha viaggiato a medie di 3,3 punti, 4,4 rimbalzi, 2,1 assist e 1,6 recuperi in circa 18 minuti di utilizzo. A dicembre 2023, con il rientro di Kennedy, il contratto non è stato rinnovato. Il 18 dicembre 2023 è stato annunciato il suo ingaggio da parte del Limoges CSP, militante in LNB Pro A, come sostituto di Simisola Shittu, il cui contratto era stato risolto in precedenza di comune accordo.
Trentacinquenne, nell'estate 2024 è tornato in Italia per giocare con l'Urania Milano nella seconda serie nazionale. Si è distinto come miglior rimbalzista della Serie A2 2024-2025, con una media di 9,8 rimbalzi a partita in 35 gare disputate, a cui ha aggiunto 10,3 punti.

### Allenatore
Udanoh ha annunciato il ritiro dalla carriera da giocatore nel giugno 2025 quando, in contemporanea, è stato annunciato il suo ingresso nello staff tecnico dei Memphis Grizzlies in NBA.

## Palmarès

### Giocatore
- Campionato kazako: 1

Astana: 2017-2018
- Coppa del Kazakistan: 1

Astana: 2018
- Coppa Italia: 1

Reyer Venezia: 2020